# Welton Becket
Welton Becket (Seattle, Washington, Estados Unidos, 8 de agosto de 1902 - Los Ángeles, California, 16 de enero de 1969) fue un arquitecto estadounidense que diseñó muchos de los edificios más famosos en Hollywood y Los Ángeles, California. 

Su lista de obras es extensa e incluye el “Theme Building” en el Aeropuerto Internacional de Los Ángeles, la Torre Capitol, el teatro Cinerama Dome, el Centro de Música de Los Ángeles (incluyendo el Pabellón Dorothy Chandler) el plano para  Century City, El Beverly Hilton y El Auditorio Cívico de Santa Mónica.

## Biografía
Becket se estableció en Los Ángeles en 1933 y se unió a su compañero de clase de la Universidad de Washington, Charles F. Plummer. Su primer trabajo importante fue el moderno Auditorio “Pan-Pacific” en 1935, el cual les hizo acreedores a trabajos residenciales para James Cagney, Robert Montgomery y otras celebridades del cine. Plummer murió en 1939.
Su siguiente firma Wurdeman & Becket se dio a la tarea de diseñar la Pasadena de Bullock en 1944 y un par de oficinas centrales corporativas. Wurdeman y Becket desarrollaron el concepto de ‘diseño total’, esto significaba que la firma debía responsabilizarse de todo, desde la planificación, ingeniería, interiores, muebles, texturas, paisajes, hasta las servilletas.
Después de la muerte de Wurdeman en 1949,  Becket formó Welton Becket Asociados y continuó agrandando la firma.
Más activo en los años 1950 y años 1960,  el trabajo arquitectónico de Becket se caracterizó por un diseño que le daba prioridad a lo que sus clientes necesitaban en lugar de hacerse de un estilo propio que lo distinguiera. Recientemente el trabajo de su firma ha sido nombrado un punto de referencia importante para la modernidad de mediados de siglo. Se reporta que le dijo en una ocasión a un entrevistador “No veo razón para expresar a Welton Becket”. En la época de su muerte en 1969, su firma de arquitectura era la más grande del mundo.
Con la Compañía Walt Disney y la  Corporación de Acero de los Estados Unidos, la firma de Becket codiseñó  el Contemporary Resort de Disney, el cual abrió en 1971 en el Walt Disney World Resort.
El Contemporary fue diseñado con un monorriel que corre a tavés de él.
Cuando el arquitecto Lawrence Bradford Perkins tuvo una cita con Eero Saarinen para encontrarse con Welton Becket, Perkins le preguntó a Saarinen que tipo de hombre era Becket. Saarinen dijo, “Bien, te voy a decir, pero no debes repetir esto. Si estuvieras sentado en un pastel de hielo en el ártico esperando ser rescatado, el te comería antes de que siquiera tuviera hambre.”
El hijo de Welton, Bruce Becket también es arquitecto.